# Квинке, Генрих Иренеус
Генрих Иренеус Кви́нке (нем. Heinrich Irenaeus Quincke; 26 августа 1842, Франкфурт-на-Одере, Германия — 19 мая 1922, Франкфурт-на-Майне, Германия) — немецкий врач-терапевт и хирург, автор большого числа открытий и новшеств в области медицины. Старший брат — Георг Герман Квинке.

## Биография
Его отец — известный немецкий врач Германн Квинке. Старший брат — физик Георг Германн Квинке (1834—1924). Учился в Гейдельбергском, Вюрцбургском и Берлинском университетах. В 1863 году в Берлинском университете получил докторскую степень. Среди его учителей были знаменитые врачи и учёные Рудольф Вирхов и Альберт фон Кёлликер (нем. Albert von Kölliker).
В 1865 году Квинке работает у физиолога Эрнста фон Брюкке в Венском университете. В 1866 году становится ассистентом хирурга Роберта Вильмса (нем. Robert Ferdinand Wilms). Он также был ассистентом по терапии у Фридриха Фрерикса в клинике Шарите до 1870 года.
В 1873 году Квинке становится профессором медицины (терапии) в Бернском университете. Пятью годами позже он переходит в Кильский университет. В 1908 году уходит в отставку со званием почётного профессора.

## Вклад в медицину
Квинке первым выполнил чрескожную люмбальную пункцию (1890). И хотя он применял пункцию с диагностической и лечебной целью, его исследования стали основой для создания в будущем метода спинномозговой анестезии.
Квинке первым исследовал спинномозговую жидкость. Он определил её состав, удельный вес, её характеристики при гнойном менингите.
В 1879 году впервые описал гастроэзофагеальный рефлюкс, пептическую язву пищевода и рефлюкс-эзофагит, как самостоятельное заболевание.
В 1882 году предложил пептическую теорию развития язвенной болезни желудка, по которой главной причиной образования язв желудка является соляная кислота и чем больше в желудочном соке кислоты и её концентрация, тем чаще образуются язвы.
В 1882 году Квинке изучил острый ангионевротический отёк кожи, впоследствии названный отёком Квинке.

## Названы именем Квинке
- Положение Квинке — положение больного в кровати с приподнятыми выше головы ногами.
- Отёк Квинке — наследственная или аллергическая болезнь, характеризующаяся рецидивирующим отёком кожи и подкожной клетчатки или слизистых оболочек.
- Пульс Квинке (симптом Квинке) — ногтевой капиллярный пульс. Ритмичное, синхронное с артериальным пульсом, изменение окраски ногтевого ложа, являющееся симптомом недостаточности клапана аорты.
- Игла Квинке — игла для спинальной пункции.